# Lực lượng Hàng không vũ trụ Nga

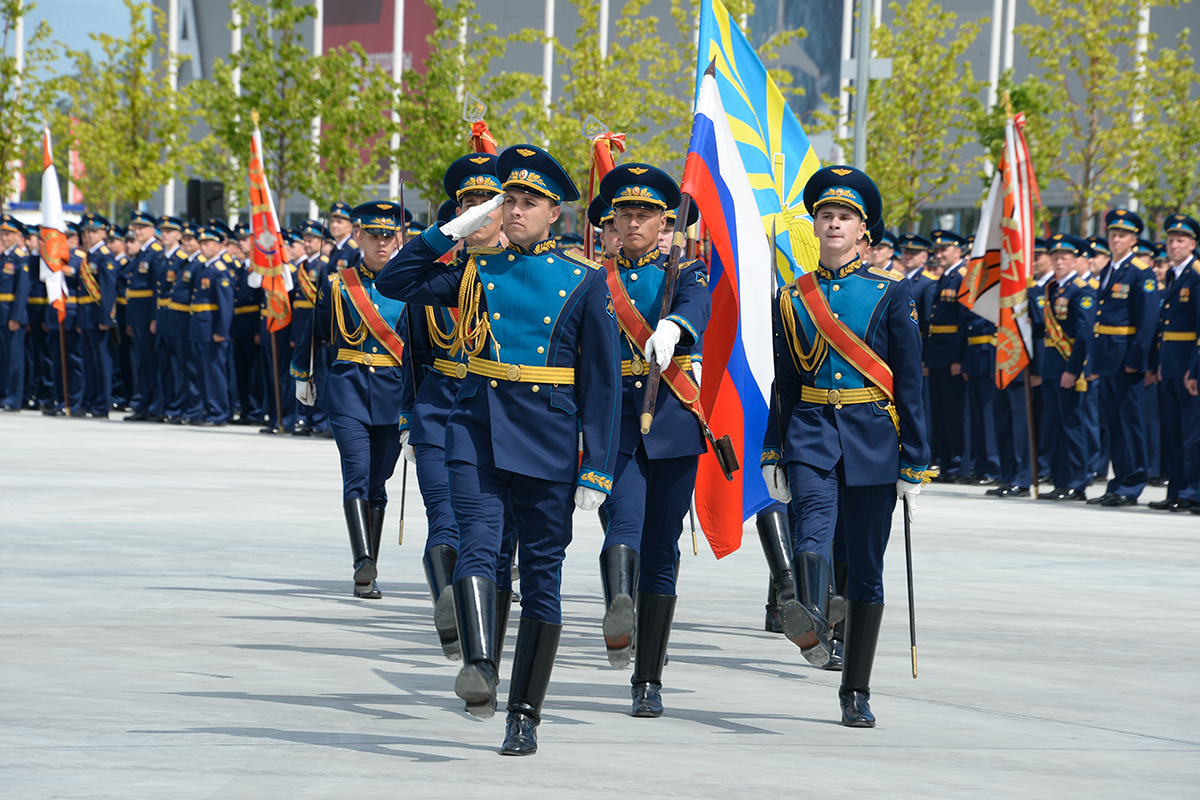
Lực lượng duyệt binh nhân kỷ niệm 100 năm thành lập

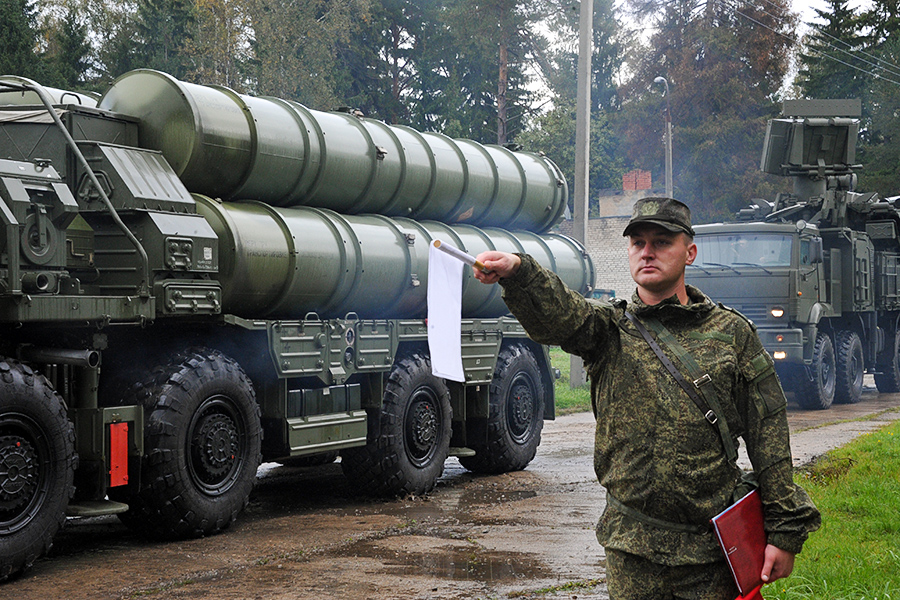
Khí tài và hiệu lệnh diễn tập

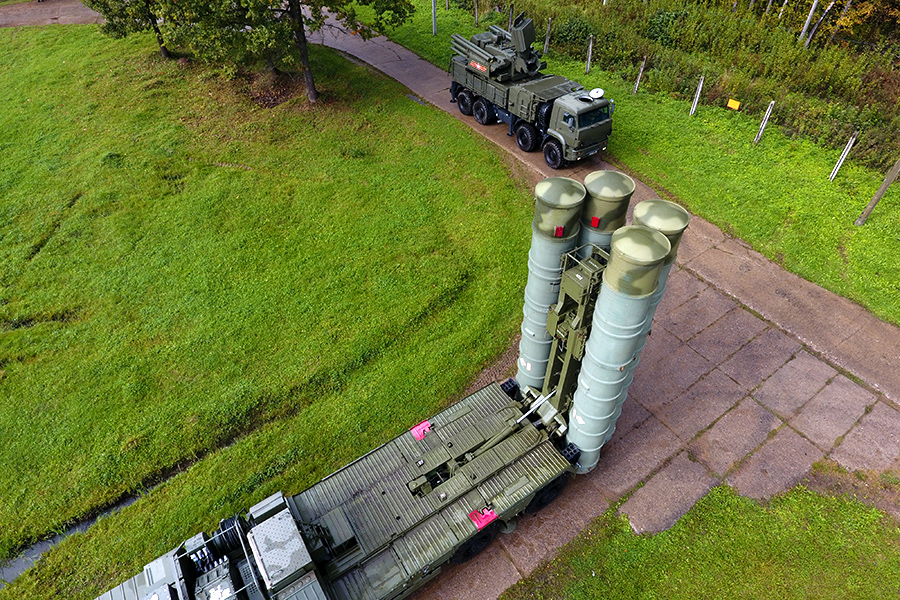
Trang bị tên lửa

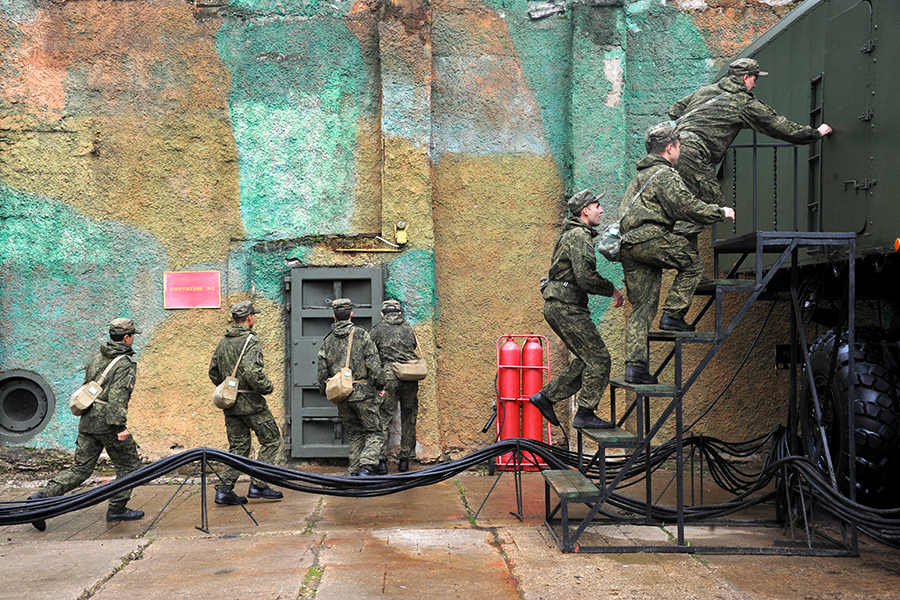
ASFE diễn tập năm 2016

Lực lượng Hàng không Vũ trụ Nga hoặc Không quân Vũ trụ Nga (tiếng Nga: Воздушно-космические силы, chuyển ngữ: Vozdushno-kosmicheskiye sily, viết tắt là ВКС hay VKS, tiếng Anh: Russian Aerospace Forces hay Russian Air and Space Forces) bao gồm các nhánh tổ chức của lực lượng hàng không và vũ trụ trong cơ cấu tổ chức của Lực lượng Vũ trang Liên bang Nga. Phía Nga đã thành lập nên Lực lượng Hàng không Vũ trụ Nga như một nhánh mới của quân đội Nga vào ngày 1 tháng 8 năm 2015 với sự hợp nhất của Lực lượng Không quân Nga (VVS) và Lực lượng Phòng vệ Hàng không vũ trụ Nga (VVKO) theo khuyến nghị của Bộ Quốc phòng Nga.
Lực lượng Hàng không Vũ trụ Nga có trụ sở chính tại thủ đô Moskva. Bộ trưởng Quốc phòng Nga Sergei Shoigu biện bạch rằng việc sáp nhập nhằm nâng cao hiệu quả và công tác hỗ trợ hậu cần. Nhân lực của Lực lượng Hàng không Vũ trụ Nga là 165.000 nhân viên tính đến năm 2020. Theo Jane's Information Group, với sự hợp nhất của Không quân Nga và Lực lượng Phòng vệ Hàng không Vũ trụ Nga, Lực lượng Hàng không Vũ trụ Nga mới bao gồm ba nhánh đơn vị:
- Không quân Nga
- Lực lượng Vũ trụ Nga (tiếng Anh: Russian Space Forces)
- Lực lượng phòng không và phòng thủ tên lửa (tiếng Anh: Air Defense and Anti-missile Defense Forces, tiếng Nga là Войска ПВО-ПРО)[7].